# Музей De Paviljoens
Музей De Paviljoens (нід. Museum De Paviljoens, укр. «музей Павільйони») — художній музей, присвячений сучасному мистецтву. Заснований у 1994 році, у нідерландському місті Алмере, провінція Флеволанд, музей закрився 1 липня 2013 року, коли будівлі музею придбав нідерландський девелопер Схіппер Бос.

## Історія
Перший міським художнім музеєм стала виставка Алеф, яка розташовувалася у підвалі мерії Алмере. У 1994 році вона переїхала до нових приміщень — колишніх виставкових павільйонів, зведених бельгійськими архітекторами Паулем Роббрехтом і Хільде Дем для виставки Documenta IX, яка пройшла у 1992 році у німецькому місті Кассель. Через два роки будівлі павільйонів, перевезені до Алмере, стали приміщенням для нового музею, який так і став називатися — De Paviljoens, тобто «Павільйони». У 1998 році музей приватизували.
2005 року музей отримав сертифікат Міжнародної асоціації критиків мистецтва (AICA).
У 2010 та 2011 роках музей потрапляв до десятки найкращих нідерландських музеїв сучасного мистецтва за версією журналу Kunstbeeld.
У 2013 році будівлі музею придбав нідерландський девелопер Схіппер Бос і 1 липня 2013 року музей закрився. Протягом 2014 року павільйони демонтувалися і перевозилися до міста Амерсфорт, де стали основою для нового креативного простору і житлового комплексу De Nieuwe Stad — укр. «Нове місто». Останній з павільйонів демонтований 24 лютого 2015 року.

## Колекція
Музей De Paviljoens був присвячений сучасному мистецтву Нідерландів. До його колекції входили як експонати, що розміщувались у приміщеннях музею, так і витвори сучасного мистецтва, що розташовувалися на вулицях міст Алмере, Лелістада і Зеволде, зокрема твори Пьотра Мюллера та лендарт художників Марінуса Бузема, Даніеля Лібескінда, Річарда Серри, Піта Слегерса і Роберта Морріса.
В музеї зберігалися твори таких сучасних голландських митців, як Барбара Віссер, Армандо (нід. Armando), Джоб Кулевейн (нід. Job Koelewijn), Єль Бартана (нід. Yael Bartana), Бік Ван дер Пол (нід. Bik Van der Pol), Том Клаассен (нід. Tom Claassen), Габріель Лестер (нід. Gabriel Lester), Гермейн Крьойп (нід. Germaine Kruip), Карстен Хьоллер (нід. Carsten Höller) і Ремі Юнгерман (нід. Remy Jungerman).